# Möttingen
Möttingen là một đô thị ở huyện Donau-Ries trong bang Bayern nước Đức. Đô thị Möttingen có diện tích 31,83 km².